# كلايتون سبنسر
كلايتون سبنسر (بالإنجليزية: Clayton Spencer)‏ هي أكاديمية أمريكية، ولدت في 15 ديسمبر 1954 في كونكورد في الولايات المتحدة.